# 新茲瓦尼夫卡
48°34′59″N 38°21′22″E / 48.58306°N 38.35611°E
新茲瓦尼夫卡（烏克蘭語：Новозванівка）是位於烏克蘭東部的村莊，由盧甘斯克州北頓涅茨克區的波帕斯納市鎮負責管轄。該村始建於1890年，面積1.83平方公里，海拔高度149米，2001年人口168，人口密度每平方公里92.1人。